# Egg Harbor
Egg Harbor és una població dels Estats Units a l'estat de Wisconsin. Segons el cens del 2000 tenia 250 habitants.

## Demografia
Segons el cens del 2000, Egg Harbor tenia 250 habitants, 132 habitatges, i 78 famílies. La densitat de població era de 50 habitants per km².
Dels 132 habitatges en un 12,1% hi vivien nens de menys de 18 anys, en un 52,3% hi vivien parelles casades, en un 6,1% dones solteres, i en un 40,2% no eren unitats familiars. En el 37,9% dels habitatges hi vivien persones soles el 12,9% de les quals corresponia a persones de 65 anys o més que vivien soles. El nombre mitjà de persones vivint en cada habitatge era d'1,89 i el nombre mitjà de persones que vivien en cada família era de 2,42.
Per edats la població es repartia de la següent manera: un 10% tenia menys de 18 anys, un 4,4% entre 18 i 24, un 18,4% entre 25 i 44, un 36,8% de 45 a 60 i un 30,4% 65 anys o més.
L'edat mediana era de 55 anys. Per cada 100 dones de 18 o més anys hi havia 74,4 homes.
La renda mediana per habitatge era de 41.667 $ i la renda mediana per família de 73.750 $. Els homes tenien una renda mediana de 35.500 $ mentre que les dones 35.357 $. La renda per capita de la població era de 41.977 $. Cap de les famílies i el 2,9% de la població estaven per davall del llindar de pobresa.

## Poblacions més properes
El següent diagrama mostra les poblacions més properes.